# Эггерс, Фридрих
Гартвиг Карл Фридрих Эггерс (нем. Hartwig Karl Friedrich Eggers; 27 ноября 1819, Росток — 11 августа 1872 г., Берлин) — немецкий писатель-искусствовед и историк искусства, журналист.

## Биография
Фридрих Эггерс родился в семье торговца древесиной. После окончания школы в 1835 году несколько лет работал вместе с отцом, в 1839—1841 годах частным образом изучал литературу, в 1842 году поступил в университет Ростока изучать филологию. В том же году перевёлся в Лейпциг для изучения истории, в 1843 году переехал в Мюнхен изучать классическую археологию, а в 1844 году вернулся в Росток, где в 1848 году получил учёную степень доктора философии за исследование о воспитательной роли искусства для молодёжи. В начале 1849 года поступил на работу в редакцию газеты  Mecklenburgische Zeitung, но осенью того же года переехал в Берлин, где стал сотрудником Deutsche Kunstblatt.
В начале 1863 года был назначен преподавателем истории изящных искусств в Берлинской строительной академии, в ноябре того же года стал в этом заведении профессором. Также преподавал в берлинском художественно-промышленном училище. В 1871 году начал работать в министерстве культуры Пруссии, отвечая за изобразительное искусство.
Гартвиг Карл Фридрих Эггерс умер в городе Берлине после непродолжительной болезни, был похоронен в Ростоке. Важнейшее из его произведений — биография скульптора Христиана Рауха в пяти томах, оставшаяся неоконченной, — издано уже после его смерти (Берлин, 1873—1878).